# مسجد الدارة
مسجد الدارة هو أحد مساجد البحرين، ويعد من المساجد القديمة في منطقة البلاد القديم يقع في شرق القرية في حي يسمى سابقاً بني و قد أسس المسجد عالم الدين الشيعي السيد علي البلادي البحراني المدفون في مقبرة أبو عنبرة (الشيخ راشد) بالبلاد القديم، و يؤرخ السيد علي تاريخ الانتهاء من بناء المسجد في الوثيقة المذكورة أعلاه حيث يقول «و قد اتفق الفراغ من بناء المسجد رابع شهر صفر سنة الرابعة و الخمسين بعد (المائة) و الألف» أي أن المسجد تأسس في سنة 1154 هجرية( 1741 ميلادية ).
يتميز المسجد بأساساته المرتفعة عن سطح الأرض مما يجعل المسجد مرتفعاً كما هو الحال في أغلب مساجد القرية ويعود السبب في أن هذه المساجد قد تم بنائها على تلال ومرتفعات صخرية حيث تتحول هذه المرتفعات إلى أساسات للمساجد ولكن مع عمليات الهدم وإعادة بناء المساجد تهدم معها هذه المرتفعات وشيء فشيئاً اختفت تلك التلال والمرتفعات من القرية.

هذه وثيقة معلقة على جدار مسجد الدارة في البلاد القديم و هي عبارة عن وقفية للمسجد و وصية لأبناء و أحفاد المؤسس لإدارة المسجد و القراءة الحسينية في مواسم عاشوراء و في المواقيت في شهر رمضان و الوفيات

شرح لما كتب في الوثيقة